# 조지연
조지연(趙志娟, 1987년 3월 31일~)은 대한민국의 정치인이다.
2019년 6월, 자유한국당의 청년부대변인으로 임명되었다.
윤석열 정부의 대통령실 행정관으로 근무했으며 제22대 국회의원 선거를 앞두고  국민의힘에서 경산시 선거구 단수공천을 받았다. 본 선거 결과 43.43%의 득표율을 기록하면서 당선되었다.

## 학력
- 하양초등학교 (졸업)
- 하양여자중학교 (졸업)
- 하양여자고등학교 (졸업)
- 영남대학교 사회과학대학 (정치외교학 / 학사)
- 연세대학교 행정대학원 (행정학 / 석사)

## 경력
- 2007. 7. 제17대 대통령 선거 한나라당 박근혜 대통령 경선후보 청년보좌역
- 2013~2017 대통령비서실 뉴미디어 정책비서관실 근무
- 2019 자유한국당 부대변인
- 2020. 2. 미래통합당 부대변인
- 2021. 7. 제20대 대통령 선거 국민의힘 윤석열 대통령 경선후보 선거대책본부 대통령 후보 직속 메시지팀장
- 2022. 3. 제20대 대통령직인수위원회 비서실 메시지팀장
- 2022. 5.~2023. 12. 대통령비서실 국정기획수석실 행정관
- 2024. 3~2024. 4. 제22대 국회의원 선거 국민의힘 중앙선거대책위원회 대변인
- 2024. 4. 10. 대한민국 제22대 국회의원 선거 당선(경북 경산시, 국민의힘, 초선)
- 2024. 5.~ 국민의힘 경상북도당 경산시 당원협의회 위원장
- 2024. 5.~2024. 12. 국민의힘 원내대변인
- 2024. 5.~2025. 6. 국민의힘 원내부대표
- 2024. 9.~ 국민의힘 호남동행 국회의원 발대식 명예의원(전라남도 신안군)
- 2024. 10.~ 국민의힘 노동전환 특별위원회 위원
- 2025. 1.~2025. 6. 국민의힘 전략기획특별위원회 위원
- 2025. 2.~2025. 6. 국민의힘 인재영입위원회 위원
- 2025. 4.~2025. 6. 제21대 대통령 선거 국민의힘 대통령 후보경선 선거관리위원회 위원
- 2025. 4.~2025. 6. 국민의힘 제21대 대통령 선거준비위원회 위원
- 2025. 5.~ 2025. 6. 제21대 대통령 선거 국민의힘 김문수 대통령 후보 상황실 메시지단장
- 2025. 6.~2025. 6. 국민의힘 원내대표 선출을 위한 선거관리위원회 위원
- 2025. 6.~: 국민의힘 원내부대표

### 의정활동
- 2024. 5.~ 제22대 국회의원(경북 경산시, 국민의힘, 초선)
  - 2024. 6.~ 제22대 국회 전반기 환경노동위원회 위원
    - 제22대 국회 전반기 환경노동위원회 환경법안심사소위원회 위원

  - 2024. 7.~ 22대 국회 전반기 정각회 간사
  - 한국경제의 글로벌 경쟁력 강화를 위한 모임 구성의원
  - 2040 순풍(順風) 포럼 구성의원
  - 2024. 7.~2025. 5. 제22대 국회 예산결산특별위원회 위원
  - 2024. 11.~ 2024. 11. 제22대 국회 전반기 국회운영위원회 위원
  - 2025. 3.~ 제22대 국회 기후위기특별위원회 위원
  - 2025. 6.~ 제22대 국회 예산결산특별위원회 위원
  - 2025. 7.~ 제22대 국회 전반기 국회운영위원회 위원

## 역대 선거 결과
| 실시년도 | 선거   | 대수 | 직책     | 선거구      | 정당     | 득표수   | 득표율          | 순위 | 당락 | 비고 |
| -------- | ------ | ---- | -------- | ----------- | -------- | -------- | --------------- | ---- | ---- | ---- |
| 2024년   | 총선   | 22대 | 국회의원 | 경북 경산시 | 국민의힘 | 62,411표 | \| \| 43.43% \| | 1위  |      | 초선 |
|          | 43.43% |      |          |             |          |          |                 |      |      |      |

## 소속 정당
| 소속 정당 | 소속 정당  | 소속 기간 | 비고      |
| --------- | ---------- | --------- | --------- |
|           | 한나라당   | 2007~2012 | 정계 입문 |
|           | 새누리당   | 2012~2013 | 당명 변경 |
|           | 무소속     | 2013~2017 | 탈당      |
|           | 자유한국당 | 2017~2020 | 복당      |
|           | 미래통합당 | 2020      | 합당      |
|           | 국민의힘   | 2020~2022 | 당명 변경 |
|           | 무소속     | 2022~2023 | 탈당      |
|           | 국민의힘   | 2023~현재 | 복당      |

## 같이 보기
- 경산시 (선거구)
- 경산시의 국회의원